# 보츠와나의 대학교 목록
다음은 보츠와나의 대학교 목록이다.

## 공립 대학교
- 보츠와나 회계 대학
- 보츠와나 농업자원대학교
- 보츠와나 국제 과학기술대학교
- 보츠와나 대학교

## 사립 대학교
- 보토 대학교
- 림콕윙 창의기술대학교
- 보츠와나 오픈 대학교 (이전 BOCODOL), 온라인
- 바 이사고 대학교